# Alapi
Alapi este un sat situat în partea centrală a insulei Fongafale, parte componentă a atolului Funafuti, statul Tuvalu.
La recensământul din 2002, localitatea înregistra 1.024 locuitori.